# Vasyl Ivantsjoek

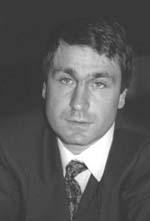
Vasyl Ivantsjoek
(foto Titkov)

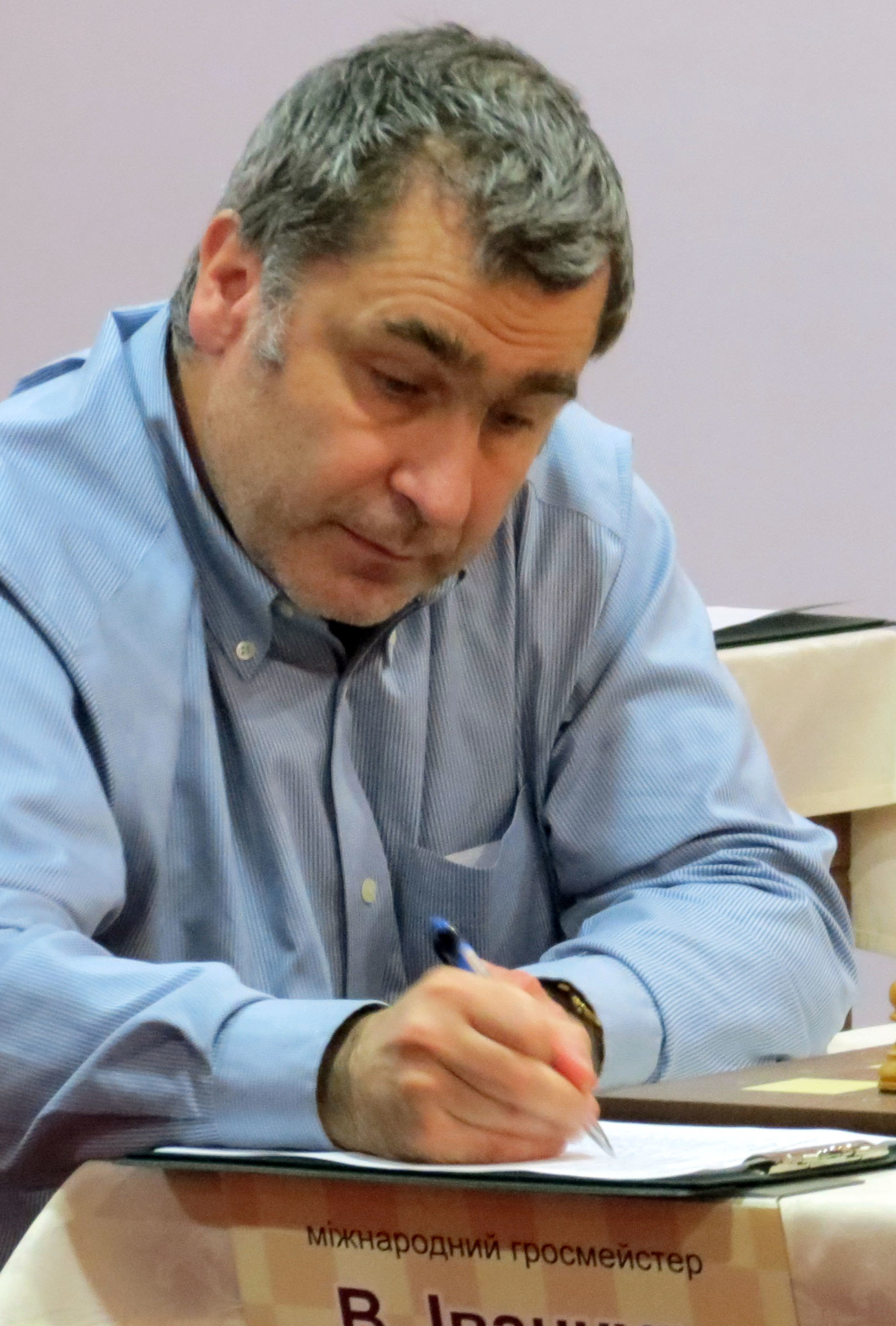
Ivantsjoek in 2014

Vasyl Mychajlovytsj Ivantsjoek (Oekraïens: Василь Михайлович Іванчук) (Brzeżany, 18 maart 1969) is een Oekraïens schaker. In 1988 verkreeg hij de titel grootmeester.

## Schaakcarrière
- In 1986 won hij het Europees schaakkampioenschap voor junioren en in 1988 werd hij internationaal grootmeester (GM).
- Ivantsjoek won driemaal het schaaktoernooi in Linares, namelijk in 1989, 1991 en 1995. In 1991 voor Garri Kasparov en voor Anatoli Karpov.
- In 1996 won hij in Nederland twee toernooien: het Hoogovenstoernooi en de Donner Memorial.
- In 2002 haalde hij de finale van het wereldkampioenschap, maar werd verslagen door Roeslan Ponomarjov. Verder heeft Ivantsjoek geen rol gespeeld bij het wereldkampioenschap.
- In 2004 werd hij in Antalya Europees kampioen. Nadat hij samen met Predrag Nikolić op de eerste plaats eindigde, won Ivantsjoek de tie-break.
- In 2004 nam hij met het Oekraïense team deel aan de 36e Schaakolympiade, waar hij speelde aan het eerste bord. Het team eindigde op de eerste plaats.
- Zowel in 2005, 2006 als 2007 won Ivantsjoek het Capablanca Memorial in Cuba.
- In 2005 won Ivantsjoek in Edmonton het Canada open 2005 na een tie-break met Aleksej Sjirov.
- In 2006 werd Ivantsjoek gedeeld 3e/4e derde in het Corus-toernooi 2006.
- In 2007 won hij het Foros Aerosvit toernooi en een toernooi in Montréal. Tevens won hij het officieuze wereldkampioenschap snelschaken.
- In 2008 eindigde hij bij het Corus-toernooi in de middenmoot. Hij won het Tal Memorial en het M-Tel Masters toernooi met de opmerkelijke score van 8 uit 10 (na een begin met 5 uit 5).
- In 2015 won hij met 9 punten uit 11 het Vladimir Petrov Memorial, een rapidtoernooi.[1]

Vasyl Ivantsjoek wordt in het algemeen omschreven als geniaal maar wisselvallig.
Vasyl Ivantsjoek is overigens ook een verdienstelijk dammer en heeft zich ten doel gesteld de meestertitel in het dammen te behalen.